# Arma letal 4
Arma letal 4 (títol original en anglès: Lethal Weapon 4) és una pel·lícula estatunidenca de l'any 1998 dirigida per Richard Donner. Aquesta pel·lícula ha estat doblada al català.

## Argument
En la quarta entrega d'Arma letal, la parella de policies formada per Martin Riggs i Roger Murtaugh torna a la càrrega per a enfrontar-se a un capo de la màfia asiàtica que ha estès les seves activitats a "Los Angeles". En la investigació els ajudarà un jove policia responsable dels mal de caps familiars de Murtaugh, ja que ha deixat embarassada a la seva filla. A casa de Riggs, les coses també es compliquen quan la seva companya espera un fill i amenaça de fer-li passar per l'altar.

## Repartiment
- Mel Gibson: Martin Riggs
- Danny Glover: Roger Murtaugh
- Joe Pesci: Leo Getz
- Rene Russo: Lorna Cole–Riggs
- Chris Rock: Detectiu Lee Butters
- Jet Li: Wah Sing Ku
- Arnis Hasi: The Killer
- Kim Chan: Oncle Benny Chan
- Steve Kahan: Capt. Ed Murphy
- Calvin Jung: Detectiu Ng
- Jack Kehler: Oficial del departament d'Estat dels EUA
- Eddy Ko: Hong
- Mary Ellen Trainor: Dr. Stephanie Woods
- Conan Lee: Germà d'en Ku

## Premis i nominacions
| Any  | Premi                            | Categoria                                                      | Actor                   | Resultat   |
| ---- | -------------------------------- | -------------------------------------------------------------- | ----------------------- | ---------- |
| 1999 | American Comedy Awards           | Nominada millor actor de repartiment en un paper de comèdia    | Chris Rock              | Nominat    |
| 1999 | BMI Film & TV Awards             | Millor banda sonora                                            | Michael Kamen           | Guanyadora |
| 1999 | Blockbuster Entertainment Awards | Millor actor de repartiment en una pel·lícula Acció / Aventura | Chris Rock Rene Russo   | Guanyadora |
| 1999 | Blockbuster Entertainment Awards | Duo favorit en Acció / Aventura                                | Mel Gibson Danny Glover | Nominat    |
| 1999 | Blockbuster Entertainment Awards | Actor de repartiment preferit en pel·lícula en Acción/Aventura | Joe Pesci               | Nominat    |
| 1999 | Bogey Awards, Alemanya           | Millor pel·lícula                                              | Arma Letal 4            | Guanyadora |
| 1999 | Image Awards                     | Millor actor de repartiment                                    | Chris Rock              | Nominat    |
| 1999 | MTV Movie Awards                 | Millor seqüència d'acció                                       | Mel Gibson Danny Glover | Nominat    |
| 1999 | MTV Movie Awards                 | Millor actor revelació                                         | Chris Rock              | Nominat    |
| 1999 | MTV Movie Awards                 | Millor actor revelació                                         | Chris Rock              | Nominat    |
| 1999 | MTV Movie Awards                 | Millor paper de comèdia                                        | Chris Rock              | Nominat    |
| 1999 | MTV Movie Awards                 | Millor "villano"                                               | Jet Li                  | Nominat    |
| 1999 | Motion Picture Sound Editors     | Golden Reel Award per millor edició de so i efectes de so      | Arma Letal 4            | Nominat    |
| 1999 | Razzie Awards                    | Pitjor actor de repartiment                                    | Joe Pesci               | Nominat    |

## Crítica
- "Arma letal 4 té totes les habilitats tècniques de les tres primeres de la sèrie, però no té l'arma secreta d'aquestes, que era la convicció. (...) Roger Ebert: Chicago Sun-Times[4]
- "Els personatges segueixen sent divertits i simpàtics (...) han envellit bé."Janet Maslin: The New York Times[4]